# アナザームーンホイッスル
『アナザームーンホイッスル』（Another Moon Whistle）は、RPGツクール2000で製作されたフリーゲーム。作者は高木幸一郎（ハンドルネームは神無月サスケ）。ムーンホイッスルの外伝作品。しばしば「アナザームンホイ」あるいは「アナムン」の略称で呼ばれる。

## 概要
前作の登場人物である「つくも」の夏休みの物語。彼の弟のカズト（名前は変更可能）を主人公に、舞台となるよいの島を冒険する。前作とは違い夏休みだけの冒険であるため、BGMや敵キャラのデザインなど、夏を感じさせるノスタルジックな演出が多いのが特徴。
テーマは「思い悩んでもらう」というもので、登場人物達が互いの価値観の違いから頻繁に衝突する非常に重く陰鬱なストーリーが展開される。「絶対的な価値観など存在しない」というのが作者の主張だが、作者自ら「プレイはお勧めしない」「思い出したくない過去」などの発言もある一方で「大切にすべき作品」「様々な価値観の人に出会えたことが財産となった」とも発言している。
西鉄バスジャック事件などの少年犯罪、凶悪犯罪を多数モチーフとして取り入れており、現代社会の病んだ部分に正面から切り込んだシナリオとなっている。公開は2003年だが、「社会が徐々にアナザームンホイ化している（作者の日記の引用文より）」とも言われたという。

## システム

### ゲームの進行
基本的には前作と同様、その日に起こるイベントを解決し、母親に話しかけると1日が終了すると言うものである。今作では夏休みのため自宅から冒険が始まり、家の前を歩いているおばさんに話しかけることでその日の大まかな目的がわかるようになっている。

### ジャッジ
本作では登場人物達が頻繁に争いごとを起こすが、それを第三者であるパーティーの一行が客観的に仲裁するシステム。双方の言い分を聞き、どちらが正しいかを選ぶ。選んだ方によって多少登場人物の立ち位置などが変わり、シナリオが分岐する場合もあるが、ストーリーの本筋に影響はなく、また何かアイテムが手に入ると言ったこともない、純粋にプレイヤーの価値観が問われるものとなっている。
ジャッジの例として第4章で宗教のような見た感じ怪しげな団体に入会しダイチを勧誘してきたヒロキに対してダイチは思いとどまるように説得したが、ヒロキは聞き入れず対立。ジャッジでダイチを選べば「自分の意見を持つべき」という形に、ヒロキを選べば「怪しげだからといって印象で判断するのはよくない」という結論になり、いずれも丸く収まる。また、両方の鍵を選ぶことも可能。
また、第5章にある二つのジャッジのうち、一つは少年Aが「なぜ人を殺してはいけないのか」という問いをダイチ、アヤ、ヒロキに問いかけるものである。三人三様の答えを出すが、いずれにも共感できない場合、三人の意見を全て支持する形で終わらせることも、「法律上の決まりに過ぎず、本質的には人殺しを否定する材料はない」というオリジナルの回答で終わらせることも可能である。なお、後者を選んだ場合は強制的にシナリオが裏ルートに分岐しやすくなる仕様となっている。
ジャッジがゲーム性に影響を及ぼさない唯一の例外は、第5章にあるジャッジの一つで、マックスとエイドス、どちらの意見に分があるかを選ぶものである。選んだ方が4人目の仲間となる。マックスとエイドスでは能力値はマックスの方がバランスが取れているが、エイドスの方がマックスの使えない強力な技が使えるといった違いがある。選ばなかったほうは敵であるエイジの側につき、第8章で和解するまでは敵対する立場となる。

### 戦闘
一般的なRPGと同様、ダンジョンとなる場所（山や海底通路など）ではランダムエンカウントによる戦闘が発生する。また、行く手を阻む中ボス戦や、シナリオ上戦うことになるボス戦も存在する。
戦闘はオーソドックスなシステムを踏襲しているが、様々な趣向が凝らされている。
主人公達が現代日本の子供達であるので、特技（魔法に相当）の名前もそれらしいものになっている。敵全体を眠らせる「とんぼとり！」や大声でダメージを与え、行動を止めることもある「おおごえシャウト！」、一時期流行したいたずらで敵を麻痺させる「電気あんま」など、子供らしいものから、火花を飛び散らす「ドンパン！」のような攻撃系特技、回復は「星の砂！」「サンフラワー！」などがある。なお、名前の後に「！」が付くのは全体に効果があり、ないのは一体のみに効果がある。同様にアイテムや装備の名前にも、子供らしいものが多い。
敵キャラの方もどこかおかしく愛嬌のあるものが多い。ソーダに小人が乗った「ソーダフロート」のような駄洒落の敵や「笑うヘビ」と「笑わないヘビ」が対になって現れるなどポップな画風と相まって、楽しむことが出来る。
戦闘ではオートを使って戦うことも可能であるが、その場合使用するのは攻撃系の特技が中心となる。攻撃系の特技は消費MPが高いため、MPを多く消費する、かなり効率の悪い戦い方となる。補助魔法の多くは消費MPが少なく、ゼロのものも多い。このため、敵を眠らせたり、吐き気(毎ターン最大HPの15％ダメージ)にしたりしながら戦うのが効率が良い。（本作では状態変化の効きやすい敵が多く、ボス敵に対してもやや低確率だが効果があることが多い。）また、武器の中にも全体攻撃が出来たり、追加効果として状態変化を持つものがあるため、これらを有効活用するとより効率的に戦うことが可能となる。すなわち、ただ敵を倒すだけならたやすいが、効率よく倒すには特技や装備をうまく活用する必要があるということである。

## ストーリー
よいの島(福岡県の能古島がモデル)に住む幼稚園児のカズトは、離れて暮らしている兄のつくもと共に夏休みを過ごすことになる。しかし突如現れた少年Aと名乗る人物に出会うことで、捕らわれたXレンジャー達を助けるための冒険が始まる。
異変はその数日後起きる。中学生の3人組(ダイチ、アヤ、ヒロキ)のうち2人が言い争いを始める。一方は何者かに取り付かれたようにダンジョンの奥へと行ってしまう。ソウルメイトに会いに行くのだという。主人公達は追いかけて彼（彼女）に話を聞く。どちらに分があるのかジャッジを行い結論を出すと、Xレンジャーの一人を返してくれる。彼（彼女）のソウルメイトは少年Aの関係者だったのである。こういった事件が組み合わせを変えて3回繰り返される。
こうして最初の章で救出されたイエローを含めて4人が助け出されたXレンジャー達だが、彼らは4人で少年Aに挑もうと無謀な賭けに出る。案の定失敗して少年Aの手に収まってしまう。それを助けるために主人公達、そして中学生3人組がとらわれのXレンジャーのいる下水道を散策する。道中で少年Aは「なぜ人を殺してはいけないのか」と中学生に問いかける。これもジャッジとなっており、どう答えるかでプレイヤーの価値観が試される。ジャッジの後、少年AはXレンジャーを解放する。
その後も中学生3人は、一人ずつ問題を起こしていく。ソウルメイトに呼ばれ、電脳空間などを通り、少年Aの世界へと赴く。ここで彼らはこの場所にしばらくとどまって修行するか、自分の家に戻るかをジャッジで選択することになる。結果にかかわらず、Xレンジャーが救出されていく。
ついにXレンジャーが7人揃うと主人公達はXレンジャー達が見つけた電脳空間を通り少年Aの部屋に侵入し、ヒントをつかもうとする。道中で少年Aの企みを知る。彼は近くに起きる島の危機を食い止めようとしていたのだ。彼の部屋の前で出会った少年Aは、最初は迎撃体勢だったが主人公達が戦闘に勝利するとあっさり引き下がる。主人公達は重要な情報と思われる「ハニーポット」を見つけXレンジャーのもとに戻る。しかしハニーポットは罠で、Xレンジャーは彼らの宇宙船ごと少年Aに乗っ取られてしまう。
主人公達が宇宙船の場所にあった大穴から侵入すると、そこには知られざる地下の秘密基地が存在していた（ラストダンジョン）。その基地のボスがダークムーンであり、少年Aがナンバー2なのだという。主人公達は万全の準備をして足を踏み込む……。

## 登場人物

### メインキャラクター
カズト（名前は変更可能）
主人公の5歳の幼稚園児。引っ込み思案な性格で、家からあまり外に出ない。兄のつくもと共に様々な冒険をすることになる。
基本的に喋らない主人公。主な使用武器はおもちゃの鉄砲など。
つくも
前作より登場のカズトの兄。今作では彼の複雑な家庭の事情や、秘められた過去が明らかになる。
他のキャラより強力な武器を装備でき、攻撃の要となる。ドンパンの特技も健在だが、障害物を壊すことは出来なくなっている。
かつみ
つくもの幼馴染の女ガキ大将。勝気な性格で面倒見がよく、パーティを引っ張ってくれる。母子家庭で姉を含めた3人暮らし。
主な使用武器はメガホンなど。苗字は南条。
マックス/エイドス
前作からの登場キャラで、よいの島の調査にやってきた謎の生き物達。相変わらず仲が悪い。魔法を使って様々な手助けをしてくれる。
今作ではマックスだけでなくエイドスも仲間として一緒に冒険することができる。しかしマックスとの2択で、選ばなかった方は仲間にすることができない。ただし一部の特技やイベントのセリフが違うだけでストーリーの違いもなく、2人の役割はほぼ一緒である。主な使用武器は杖。

### 家族・友人
メインキャラクター達の家族や友人達。彼らの人間模様がその日の冒険の主なきっかけとなる。
ダイチ
近所の中学生3人組の一人。リーダー格で、少々大人びている少年。アヤ･ヒロキと共によいの島の生態系を自由研究のテーマとして調査している。
つくも同様強力な武器を使用し、攻撃の要となってくれる。
アヤ
中学生3人組の一人で、かつみの異父の姉。思いやりに溢れ、将来は子供に関わる職業を夢見ている。
回復の特技を得意とする。
ヒロキ
中学生3人組の一人。絵や漫画が好きで感受性が豊か。子供っぽく、何かにつけて暴走しがちなトラブルメーカー。
メガホンでの全体攻撃と補助特技が得意。
ミツコ
カズト・つくもの母。2年前から夫と別居し、カズトと暮らしている。教育ママであるため、息子のカズトは勉強が得意。
ハヤテ
カズト・つくもの父で花火職人兼大工。つくもと暮らしている。仕事があるため毎日いるわけではないが、様々な場面でカズト達を助け、導いてくれる。家宝の太陽石のかけらを常に持ち歩いている。ごく一部の状況下で戦闘にも参加する。
前作の秘密基地は彼が建設したものである。

### Xレンジャー
前作とは異なり戦隊物となっており、総勢7名で構成されている。敵に捕らわれており、彼らを助けることで物語が進んでいく。
イエロー
カズト達が最初に会うことになるXレンジャー。一番の下っ端で、ムードメーカーを担当する。
グリーン
メカニック担当。データの収集・分析なども得意とする。
ピンク
紅一点。具体的な担当は不明だが、後方支援に回ることが多い。優しさに溢れる性格。
ブルー
ブレイン担当。知的な性格でかつみの憧れ。
レッド
担当は不明だが、前線に立つことが多く主要メンバーとされている。また、物語上では記載はないが、3人目のリーダー、すなわちXレンジャーのNo.3的な存在(上記の4人のリーダー格)でもある。また、本人の弁曰く、テレビのレッド役(本人の偽者)は薬物取締違反によって逮捕されており、番組が中断している。
ブラック
副リーダー。力を正義とする強引な性格で、ホワイトと対立している。
偽ホワイト
何者かに呼ばれてやってきた偽者のホワイト。前作のXレンジャーと同一人物で、つくもやマックスとも顔見知りである。今作では本物がいるため、便宜上偽ホワイトと呼ばれている。
ホワイト
Xレンジャーのリーダー。現在は魔王ダークムーンに捕らわれている。

### 敵対人物
少年A
謎の17歳の少年。Xレンジャーを憎み、封印した人物。カズト達に『最後の兆し』が迫っていると告げる。重いテーマに溢れる本作を象徴するキャラクター。
その正体や名前について明確にされることはないが、作中のいくつかの描写が前作のある登場人物との繋がりを示唆している。
エイジ
よいの島の小学生。カズトが最初に戦うことになる相手。愛犬のハウスと共に家出中でホームレスのような生活をしている。以前はかつみの仲間だったが、一年前のある事件をきっかけに決別している。
『ぼくのすむまち』では第3話の主人公としてハウスと共に登場している。
ダークムーン
Xレンジャーの宿敵であり、魔王。本作のラストボス。

### リバティBBSの住人達
リバティBBSとは、少年Aがアナザームーンホイッスルの技術で構築した三次元の電脳空間における会員制のネットワーク。パソコン通信時代の草の根BBSの雰囲気を残しつつも、分岐点にインターネットのIPv4風のIPアドレスが表示されている。
この会員達は、少年Aが呼びかけたことによって会員になったもので、皆少年Aとは親しい間柄であるがそれぞれが年齢や立場は異なり、オンラインでの交流は密だが、それぞれのオフラインでの面識は無い。エンディングでオフラインミーティングが開かれ、そこで彼らは初めて一堂に会する。
会員達の名前は、全てハンドルネームであり、本名ではない。彼らの本名は作中では明かされない。彼らのハンドルネームは全て、Linuxのディストリビューションにちなんで名づけられている。
会員達はそれぞれ最初、少年Aに頼まれて主人公達の敵として現れる。それぞれアバターを所有しており、主人公はその敵と戦うことで、彼らに会う事が可能になる。彼らはそれぞれ、中学生たち(ダイチ、アヤ、ヒロキ)のいずれかを「ソウルメイト」として呼び寄せ、仲間や両親と一緒にジャッジを行う際の審判になる。また、少年Aによって封印されたXレンジャー達をそれぞれ解放していく役割も与えられている。
物語の10章では、主人公達はリバティBBSに乗り込み、少年Aの情報を入手するためにメンバー全員と順番に再会することになる。
ヴァイン
名前の元ネタはVine Linux。2章でダイチを引き寄せる。アバターはつたをモチーフにした怪物。男子中学生。少年Aが高校生であることを明かす。少年Aに会った時タイムマシンのことを明かされたという。その他のメンバーも同じ動機で、皆年齢も立場も違うが話が合うと第10章では話してくれる。
プラム
名前の元ネタはPlamo Linux。3章でアヤを引き寄せる。アバターは携帯電話をモチーフにした怪物。ヴァインと同い年の女子中学生。少年Aが以前開設していた匿名大規模BBSで少年と知り合った、少年Aは不特定多数とのコミュニケーションに嫌気がさした結果、この会員制BBSを作りヴァインとともにプラムも招かれたことを第10章では話してくれる。
ターボ
名前の元ネタはTurboLinux。4章でヒロキを引き寄せる。アバターは雷雲と風神をモチーフにした怪物。男子大学生。少年Aからは信頼されており、タイムマシンを使った作業を手伝うが、全貌は教えてくれなかった、と第10章では話してくれる。
ハット
名前の元ネタはRed Hat Linux。6章でダイチを引き寄せる。アバターは赤い帽子を被り猫耳のカッターを持ったキャラで、Red Hat Linuxのロゴのキャラを意識した造形。職業はプログラマ。男性。元々コンピュータウイルスを作り拡散するクラッカーだったが、少年Aがその技術を見込んでスカウト、リバティBBSの電脳空間のプログラムを組んだ。少年Aの関係者がタイムマシンをネット上のオークションにかけたが、出品を取り消させた話(現実にYahoo!オークションにタイムマシンが出品された話をモチーフにしている)を第10章でしてくれる。
デビアン
名前の元ネタはDebian Gnu/Linux。7章でアヤを引き寄せる。アバターは赤い服を着たヒステリックな女性で、巻き髪がDebian Gnu/Linuxのロゴをモチーフにしている。主婦で、シングルマザー。アズサという娘がいる。若くして子供を作ったことで育児ノイローゼになったが、インターネットで皆と話をするうちにそれが心の支えとなったこと、そこで少年Aと出会い、話し合って大変慰められたことを第10章で話してくれる。
スラック
名前の元ネタはSlackware。8章でヒロキを引き寄せる。アバターはたらいに漬かっており非常にやる気がなさそうなペンギン(ペンギンなのはLinuxのマスコットキャラ「タックス」のオマージュである)。大学卒業後ホームレスをしており、そこで少年Aと路上で出会った。少年Aに薦められインターネットを始め、Webデザインなどの仕事を請けるようになった。27歳男性。第8章では対立していたマックスとエイドスを説得して和解させるなど、話術に長けている。少年Aがよいの島の危機を守るために命をかけて取り組んでいることを第10章で話してくれる。

### 少年Aと関わりが深い敵
リバティBBSの繰り出してくるアバターの敵の他に、少年Aが直接繰り出してくるアバターが多数出てくる。これも、Linuxのディストリビューションや、ソフトウェアの名前が元ネタとなっている。
コンダラ
名前の元ネタはKondara MNU/Linux。埴輪が整地ローラー(通称コンダラ)を引いている外見。第1章で少年Aと最初に出会った際に彼が繰り出してくる敵。二度目の戦いでは主人公達は敗北し、ダイチ、アヤ、ヒロキの中学生三人組が戦うことになる。
グノーム
名前の元ネタはUNIX系のデスクトップ環境GNOME。緑色の鬼が紙袋を被り、電話帳を破いている外見。第5章でメンバーを変えて二度戦うことになる。少年Aに再び捉えられたXレンジャー4人を取り返すために戦うことになる。
ミュール
名前の元ネタはEmacsの拡張テキストエディタMule。丸みを帯びた形のヌー(GNUのロゴ)のような姿をしており、メドウと対になる黒板の片割れを盾にしている外見。第11章終盤で、倒れた少年Aの身体から出てきた彼自身にも制御できない分身。主人公の父親、ハヤテが戦うことになる。
メドウ
名前の元ネタはWindows用のEmacs系テキストエディタMeadow。教師の出で立ちをしキザな貴金属を身につけたヌー(GNUのロゴ)のような姿をしており、ミュールとあわせて一枚になる黒板を背負っている。第11章の終盤で少年Aの側に寝返ったエイジとともに襲い掛かってくる。

### その他
ルルド
本当の自分探しの会「レイ・オブ・ライト」の代表者。不思議な魅力で慕われている。謎が多い女性。
あきこ
秘密基地で最強武器「はどうのメガホン」を守っている少女。責任感が強く、献身的な性格。
四天王
本筋とは関係ないサブイベントの敵。遺跡の発掘作業を呪いで妨害している。
島の各地で出会い、カズト達と善悪、価値観の是非を巡って戦うことになる。
だいすけ
四天王のイベントの最中に出会う小学生。しきりにカズト達に冒険をやめるよう呼びかけ、実力行使も厭わない。